# Kenny Doughty
Kenny Doughty (* 27. März 1975 in Barnsley) ist ein britischer Schauspieler und Regisseur.

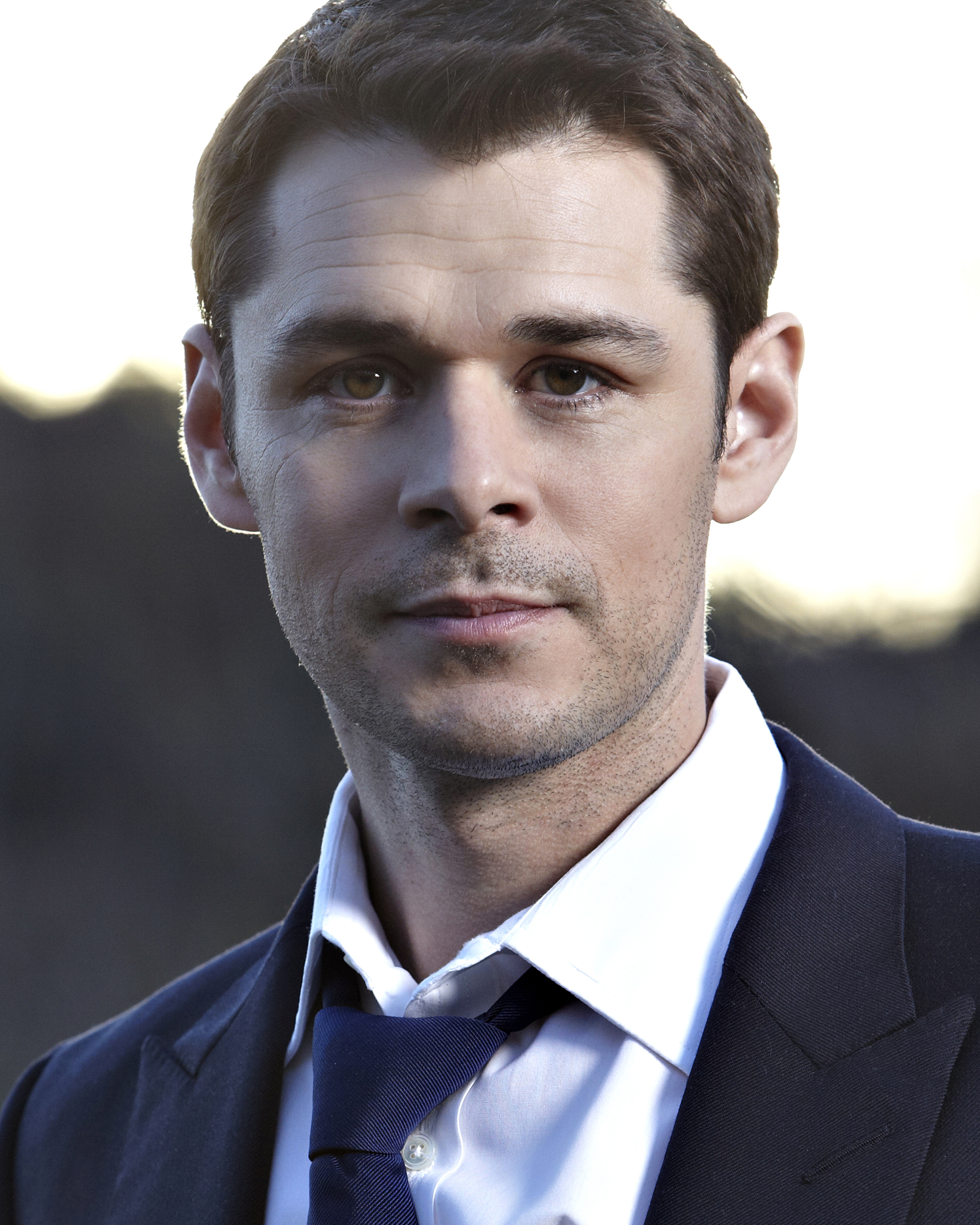
Kenny Doughty

## Leben
Doughty besuchte die Guildhall School of Music and Drama. Seit 1998 tritt er als Schauspieler in Film und Fernsehen in Erscheinung.
Seit der 5. Staffel der Kriminalfilmreihe Vera – Ein ganz spezieller Fall spielt er den Detective Sergeant Aiden Healy neben Brenda Blethyn, die in der Titelrolle besetzt ist.
Von 2006 bis 2017 war Doughty mit der Schauspielerin Caroline Carver verheiratet. 2008 inszenierte er den Kurzfilm You Me and Captain Longbridge, für den Carver das Drehbuch verfasste. Im November 2023 heiratete er seine Kollegin Ashley Jensen.

## Filmografie
| Jahr    | Titel                          | Rolle                   |
| ------- | ------------------------------ | ----------------------- |
| 2017    | Love, Lies and Records         | Rick                    |
| 2015–23 | Vera                           | DS Aiden Healy          |
| 2013    | Peterman                       | Jim                     |
| 2013    | Snowpiercer                    | Adam                    |
| 2012–13 | Stella Staffeln 1&2            | Sean                    |
| 2011    | Asylum Blackout                | Max                     |
| 2011    | i Against i                    | Drake                   |
| 2010    | Irreversi                      | Kenny                   |
| 2010    | City Rats                      | Olly                    |
| 2009    | Paradox                        | Gerry Mortimer          |
| 2009    | New Tricks                     | Billy                   |
| 2009    | Coronation Street              | Jake Harman             |
| 2008    | Outlaws bzw. The Crew          | Ratter                  |
| 2007    | Fairy Tales                    | Jake                    |
| 2006    | My First Wedding               | Nick                    |
| 2006    | Goldplated                     | Col                     |
| 2006    | Kenneth Williams: Fantabulosa! | Joe Orton               |
| 2005    | Funland                        | Liam Woolf              |
| 2005    | The Great Raid                 | Pitt                    |
| 2004    | The Aryan Couple               | Hans Vassman            |
| 2004    | Primevil                       | Nick                    |
| 2003    | Gifted                         | Jamie Gilliam           |
| 2003    | The Canterbury Tales           | Danny Abolson           |
| 2003    | Servants                       | William Forrest         |
| 2003    | The Second Coming              | PC Simon Lincoln        |
| 2002    | Wire in the Blood              | Jason                   |
| 2002    | Sunday                         | Para 027                |
| 2001    | Heiraten für Fortgeschrittene  | Jed Willis              |
| 2000    | Lover's Prayer                 | Denis                   |
| 1999    | Titus                          | Quintus                 |
| 1999    | A Christmas Carol              | junger Ebenezer Scrooge |
| 1998    | Dinnerladies                   | Clint                   |
| 1998    | Heartbeat                      | Barry Hadfield          |
| 1999    | Elizabeth                      | Sir Thomas Elyot        |
| 1998    | Anorak of Fire                 | Gus Gascoigne           |
| 1998    | I Want You                     | Smokey’s Friend         |